# Hayes Kavanagh
Joseph Hayes Kavanagh (* 1940 in Detroit; † 22. Mai 2023) war ein US-amerikanischer Wirtschaftsjurist, der auch als Jazzmusiker (Kontrabass) tätig war.

## Leben und Wirken
Kavanagh wurde als Sohn von Mary Mahoney und Thomas Giles Kavanagh (1917–1997) geboren, wuchs in Birmingham, Missouri auf, besuchte die Jesuit High School, studierte an der University of Detroit und machte seinen Abschluss an der University of Notre Dame, wo er nebenher in einer College-Band Kontrabass spielte. Hayes erwarb zwei Master-Abschlüsse in Germanistik und Linguistik, einen Ph.D. in Linguistik und einen J.D. an der University of Michigan, wo er auch in den Abteilungen Deutsch und Linguistik lehrte. Hayes war Fellow des Berkeley College in Yale. Als Fulbright-Stipendiat verbrachte er 1963 ein Jahr in Marburg, gefolgt von einem Jahr in Barcelona. Nach Stationen bei der Wirtschaftskanzlei White & Case in New York und Washington, D.C. wechselte er für zwei Jahre zu einer deutschen Anwaltskanzlei in Frankfurt. 1981 gründete Hayes die internationale Anwaltskanzlei Kavanagh Maloney & Osnato LLP in New York City, mit der er führende europäische Hersteller, Medien- und Finanzunternehmen vertrat.
1976 ließ sich Kavanagh von seiner Anwaltskanzlei beurlauben und leitete den Wiederwahlkampf seines Vaters Thomas G. Kavanagh für den Obersten Gerichtshof von Michigan, nachdem die Demokraten ihn wegen Nichteinhaltung der Parteilinie fallengelassen hatten. Dieser erlangte einen Erdrutschsieg und wurde wieder Oberster Richter.
Als langjähriges Mitglied der deutschen, österreichischen und spanischen Handelskammern organisierte Hayes organisierte Jazzveranstaltungen mit seiner Hayes Kavanagh New York City Jazz Band, die in Museen, bei Fabrikeröffnungen und bei Grillfesten auftrat. Auch engagierte er Musiker wie Warren Vaché, Bill Easley, Major Holley, Eddie Locke, Doc Cheatham und Richard Wyands, um diese für Kunden seiner Kanzlei und Freunde in den USA und Europa spielen zu lassen. Kavanagh legte 1996 und 1999 zwei Alben im Eigenverlag vor; 2016 trat er in Schwäbisch Hall auf; in seiner Band, dem traditionellen Jazz vom New Orleans Jazz bis zum Swing verbunden, spielten dabei Tom Artin, Mike Hashim, Chris Flory, Tom Melito und als musikalischer Direktor des Sextetts Trompeter Charlie Caranicas.

## Schriften
- Visa und Arbeitserlaubnis für die USA. Visa and Work Permits for the USA. New York City, Deutsch-Amerikanische Handelskammer 1986; ISBN 0-86640-023-0 (2. Auflage 2009)
- Ingo Regier, Sarah A. Dahl, Kathrin Hackländer, J. Hayes Kavanagh, Stefan-M. Tiessen Business-Guide USA: Erfolg und Rechtssicherheit bei Markteinstieg und Geschäftsaufbau. Köln, Bundesanzeiger-Verlag 2014; ISBN 978-3-8462-0208-1 (2. Auflage)

## Diskographische Hinweise
- Hayes Kavanagh's New York City Jazz Band: 1996 European Tour (1996), mit Richard Wyands, Bob Pierson, Al Hermann, Spanky Davis, J. Hayes Kavanagh, Eddie Locke
- Hayes Kavanagh's New York City Jazz Band: Portugal (1999), dto.